# Дик-дик на Кирк
Дик-дик на Кирк, обикновен дик-дик или само дик-дик (Madoqua kirkii), е вид бозайник от семейство Кухороги (Bovidae).

## Разпространение
Видът е разпространен в Ангола, Кения, Намибия, Сомалия и Танзания.